# Гюле
Гюле (оръдейно гюле) – старинен артилерийски снаряд във вид на отлято кълбовидно (първоначално – каменно) тяло. Гюлетата са най-удобните снаряди за стрелба от гладкостволните оръдия и са използвани за разрушаване на дървените корпуси на кораби, фортове и поразяване на живата сила на противника. Заедно със сачмите и картеча, гюлетата са едни от първите снаряди, използвани в огнестрелното оръжие.

## История
Използването на каменни гюлета за механичната артилерия (в метателните машини от типа онагра и балиста) е известно от античността. Първите оръдейни гюлета не се отличават от гюлетата за камнеметните машини. Те са изработени от обработен камък, като кръглата форма на камъните е придавана не чрез издялване, а чрез обмотаването им с въжета. Заедно с каменните, започват да се използват и оловни гюлета.
От 1493 г. гюлетата започват да се произвеждат от чугун, което позволява увеличаването на дължината на ствола на оръдието до 20 калибра.
Първоначално калибъра на гюлетата не е от значение и се употребява всяко едно гюле, което може просто да влезе в дулото на топа. През 15 век се предприемат първите опити за унифициране на калибъра, в през 1546 г. Хартман изобретява калибровъчната скала. Благодарение на нея се появява възможност да се избират гюлета малко по-малки от размера на ствола на оръдията, за да може снаряда да получи максимален импулс при взрива на заряда (по нормативите от Петър I, луфта между гюлето и ствола при полевата артилерия трябва да е до 1/29 от диаметъра на ствола; по френската система на Валиер – 1 – 2 линии, т.е. 2,5 – 5 mm). Интересно е, че при водене на огън от възвишение канонирите следовало да внимават за това, ствола да не слиза под хоризонтала, иначе кръглото гюле се изтъркалва от оръдието под действието на силата на тежестта. Проблема е решен с поставянето на допълнителни тапи.

### Поява на фугасните снаряди
През 17 век започва използването на запалителни и фугасни чугунени гюлета, които имат дървена тръбичка пълна с барут, която изпълнява ролята на дистанционен взривател. Тръбичката е пълна с барут и се поставя в отвор, направен в гюлето, в Русия този отвор се нарича очко (оченце, око). Първоначално тръбичката на фугасните гюлета се запалвала преди изстрела. По-късно те са зареждани с тръбичката навътре към ствола, закрепвайки към тях дървени скелета-подложки или подложка от преплетени въжета; като резултат, тръбичката се възпламенява сама при изстрела от метателния барутен заряд. Теглото на фугасните гюлета е 2/3 от теглото на плътните гюлета на съответния калибър; дебелината на стените им съставлява 1/3 от калибра.
Фугасните гюлета (бомбите) са изобретени от французина Бернар Рено д’Елиснгаре, по прякор „Малкия Рено“, и за първи път в бойни действия са използвани от Франция във войната ѝ с алжирските пирати при бомбардировката на град Алжир (28 октомври 1681 г.). В Русия те са използвани за първи път през 1696 г. в Азовските походи на Петър I и превземането на турската крепост Азов. Ефективността на новите боеприпаси се оказва толкова висока, че се появяват искания за забраната им като „нехуманно“ оръжие.

### Бомби и гранати
Фугасните снаряди се наричали бомби или гранати в зависимост от техния калибър, който е измерван тогава в тегло. В Русия от времето на Петър I, бомба е снаряд с калибър над 1 пуд (1 пуд е равен на 40 фунта), т.е. 196 mm (пуд съответства на немския „картаун“ (на немски: cartauen) и френския „курто“ (на френски: courtaud) – първоначалното име на 40 – 48 фунтовото оръдие). Единственото (освен размера) външно отличие на бомбата от гранатата са разположените около очето ушички (скоби) за по-удобно зареждане, като повдигането им за тези скоби става със специални куки. Разликата между гранатите и бомбите е по скоро функционално: гранатите са използвани преимуществено от полевата артилерия за поразяване на живата сила на противника и разрушаване на полевите укрепления, бомбите – от големокалибрената артилерия (обсадна, крепостна, корабна, преди всичко от мортирите и гаубиците) за бомбардиране, като са изстрелвани по балистична траектория (под ъгъл) (по Дал, бомбардирам – „стрелям по падаща траектория с бомби и други снаряди“).

### Картечни гранати
През 1800 г. шведа Нейман изобретява т.нар. картечн граната (напълнена с картеч), а през 1803 г. англичанина Хенри Шрапнел изобртява тип картечна граната, влязъл на всеобща употреба и кръстена на негово име; впрочем, упоминания за гранати, напълени с куршуми има и през 17 век.

### Запалителни гюлета (снаряди)
Едновременно с фугасните започва употребата и на запалителните снаряди, които изместват използваните преди това нагорещени гюлета. Брандскугелите представляват запалителни бомби, от две свързани с болтове полусфери и напълнени със запалително вещество (барут, селитра, сяра, сланина, восък, антимон, терпентин и вълна), което създава много огън и дим при разрушаването си. Запалителните гранати представляват обикновени гранати, напълнени с барут и запалителни парчета във вид на цилиндри от брандскугелия пълнеж (горял даже във водата).

### Смяна на гюлето от коничния снаряд
С въвеждането на нарезните оръдия (1859 г.) гюлетата са изместени от коничните (конусовидни, конусни и т.н.) снаряди, за първи път предложени от италианския артилерист Кавали през 1845 г. Любопитно е да се отбележи, че през 1870-те г. в руската артилерия има на въоръжение на определен „хибрид“ между гюлето и коничния снаряд, под името „шароха“: чугунената граната от 4 или 9 фунтов калибър, с цилиндрина форма, но с глава във формата на кълбо.

## Калибри на гюлетата
Ако калибъра на плътните гюлета се измерва в условни артилерийски фунтове, равни примерно на 490 g (теглото на гюле калибър 2 дюйма, или 51 mm), то калибъра на бомбите и гранатите се измерва в реални „търговски“ фунтове по теглото на снаряда и за да не се бърка с артилерийската мярка – в пудове, като 1 пуд = 40 „търговски“ и 48 артилерийски фунта. Така, например, има полупудови и четвъртпудови гранати, съответстващи на 24 фунтовите и 12 фунтовите гюлета (съответствено 152 и 120 mm). Като цяло в руската артилерия се използват гюлета, гранати и бомби от следните основни калибри и съответстващото им тегло (следва да се отбележи, че цифрите на съответстви към съвременните калибри се различават в някои източници, освен това, калибъра в mm означава диаметъра на ствола на оръдието – размера на снаряда е с няколко mm по-малък):
| Калибър          | Диаметър на ствола, mm | Маса на гюлето, kg | Вид на фугасния снаряд | Маса на фугасния снаряд, kg |
| ---------------- | ---------------------- | ------------------ | ---------------------- | --------------------------- |
| 3 фунта          | 76                     | 1,4                | –                      | -                           |
| 4 ф.             | 88                     | 2                  | –                      | -                           |
| 6 ф.             | 96                     | 2,9                | –                      | -                           |
| 8 ф.             | 108                    | 4                  | –                      | -                           |
| 12 ф. или ¼ пуда | 122                    | 5,9                | граната                | 4,1                         |
| 16 ф.            | 133                    | 7,9                | –                      | -                           |
| 18 ф.            | 137                    | 8,8                | –                      | -                           |
| 24 ф. или ½ п.   | 152                    | 11,9               | граната                | 8,2                         |
| 30 ф.            | 164 mm                 | 15,4               | граната                | 11,5                        |
| 36 ф.            | 172                    | 18,5               | граната                | 16,7                        |
| 60 ф. или 1 пуд  | 196 или 214            | 26,2               | бомба                  | 18,7                        |
| 68 ф.            | 214                    | 26,2               | бомба                  | 16,3                        |
| 2 п.             | 245                    | –                  | бомба                  | 32,7                        |
| 3 п.             | 273                    | –                  | бомба                  | 49,1                        |
| 5 п.             | 333 или 349            | –                  | бомба                  | 81,9                        |

Във Франция по системата на Валиер се използват 4, 8, 12, 16 и 24 фунтови гюлета и гранати и 8 и 12 дюймови (216 и 324 mm) бомби.

## Видове гюлета
- Обикновени
- Фугасни гюлета – бомби и гранати
- Гюлета с картечен заряд (картечни гранати)
- Книпели и Верижни гюлета
- „Ножици“
- Нагорещени гюлета
- Брандскугели
- Запалителни гранати
- Светещи гюлета, снаряжени с прах на бял бенгалски огън (селитра, сяра, антимон). Използвани са в 19 век. Има разнообразни конструкции: саксонски гюлета, сферични светещи гюлета, голетата на генерал Рейнтал.

## Оръдейните гюлета в символиката
Гюлетата са елемент в хералдичната символика – на гербовете те са изобразявани съвместно с оръдията или отделно.
- Гербът на Хаити
- Гербът на дворянския род на Бобоедови
- Гербът на чувашкия град Ядрин
- Емблемата на Министерство на отбраната на САЩ

## Интересни факти
- През 1792 г. в Марсилия загиват 38 души, защото използват оръдейни гюлета за игра на петанк.